# 別列茲涅古瓦塔河
別列茲涅古瓦塔河（烏克蘭語：Березнегувата），是烏克蘭的河流，位於該國東部，屬於沃夫恰河的支流，發源自羅馬尼夫卡附近，流經第聶伯羅彼得羅夫斯克州，河道全長28公里，流域面積360平方公里。